# 醉拳 (漫畫)
《醉拳》1981年3月7日創刊，是80年代香港著名的長篇古裝武俠漫畫，作者黃玉郎，後有張萬有、李高等漫畫家作主編。當年與《龍虎門》、《如來神掌》、以及《中華英雄》並稱為玉郎集團的「四大名著」。

## 歷史
創刊於1981年，最後一期為1099期。早期的《醉拳》每期內容異常豐富、除每期十多廿頁的醉拳故事外，尚有其他年青漫畫家作品、小說、及電影娛樂消息等等厚達五十多頁，後來到第82期開始，標準統一了每期32頁純醉拳故事。
在黃玉郎因為作假帳入獄之後，《醉拳》先後換過好幾位主筆包括余均偉、趙汝德、梁偉家以及收尾的岑卓華等等，出版至1099期。自1100期開始的《新著醉拳》，文化傳信則交由永仁、景東主編，王曉鴻主筆，共44期；後授權給崎駿公司製作《醉拳王無忌》，由陳偉文主筆，第一部共6期完結後，再無下文。兩部皆有將醉拳世界歸零，重新演繹王無忌、小劍仙等第一代故事的企圖心，卻因製作草率，市場反應不佳。
文化傳信於2007年再版《醉拳珍藏本》，彩色印製，每期以大約六至七期舊版薄裝醉拳內容集結為一期出版。
文化傳信於2008年又再次授權給崎駿公司，出版《天下無敵小劍仙》，夏偉義主編，葉明發作畫，故事內容主要銜接在《醉拳》後續，和《龍虎門》之前的故事，並結合文化傳信旗下其他作品的角色：如《鐵將縱橫》的赤殺王、《中華英雄》的萬毒戰神（《天下無敵小劍仙》為第二代戰神），出版了共33期完結。
玉皇朝於2008年重奪《醉拳》版權，以《黃玉郎醉拳》於12月3日重新出版，邱福龍主編，出版了共31期完結。

## 主要角色
第一代主要角色包括：王無忌、小劍仙、醉娃、醉仙、毒仙、仙兒、至笨、練辟邪、西魔、冬冬、赤飛、日帝、月后、七殺教宗、朱邪風、金六漢、班禪、龍王、死神、腦魔、醉神、劍霸、長青子、劍仙、哼哈二怪、魔姥、永生門主、冷月公主、寒星公主、吳剛、哈裡蘇、天竺僧、枯榮二僧。
第二代主要角色包括：王靈、逆天唯我、逆天邪、獨孤求敗、惜花、玄女、獨孤無悔、獨孤不敗、班禪、蚩尤、炎帝、龍九州、殺逆、蒙哥、雅兒、法剛、金十狂、白蛛女、天魔主、絕詩丞相、賴花花、賴阿朗、唐肥、聖教老教主、不死道仙、伸頭烏龜、紫雲、僧苦行、天殘明王、可蘭教主、獅心王李察、惡神、鐵劍邪神、金蛇天君、魔宗、夜叉、吉卜女、歡喜、唐鐵手、西方聖祖、鏡宮霸主、一刀斬、獨目兇魔。

## 故事
《醉拳》故事以清末民初為背景，由於香港過去著作權不受重視，故事骨幹以改編金庸的《射鵰英雄傳》為主加自行創作，約至一百多期後才自行創作日帝月后篇、七殺教篇、和布達拉宮篇等等。第一代主角王無忌在第328期「巨星哀逝」中戰勝宿敵小劍仙後，自斷全身經脈死亡。

## 相關外傳／前傳
| 日期            | 書名               | 期數 | 主編   | 監製   | 美術主筆 | 編劇 | 備註       |
| 2008.04-2008.11 | 《天下無敵小劍仙》 | 33   | 夏偉義 | 陳尚言 | 葉明發   | 輝煌 | 與正傳無關 |